# Cris Miró (Ella)
Cris Miró (Ella) és una sèrie de televisió biogràfica argentina emesa per TNT i Flow. La trama se centra en la vida de Cris Miró, la primera vedette transgènere que va irrompre a l'Argentina travessant tots els prejudicis en la dècada dels noranta. És protagonitzada per Mina Serrano, Victorio D'Alessandro, Katja Alemann, César Bordón, Agustín Aristarán, Marcos Montes i Manuel Fanego. La sèrie es va estrenar el 23 de juny de 2024 en TNT i l'endemà la primera temporada va ser llançada en Flow i Max.

## Argument
La història segueix els inicis de Cris Miró en un local nocturn de Buenos Aires i el seu pas a la revista portenya en la reobertura del Teatre Maipo, on va desenvolupar la seva trajectòria per a convertir-se en una de les vedettes més convocants en el circuit teatral comercial, i alhora com degué enfrontar les crítiques i els prejudicis dels mitjans massius i el sector conservador de la societat per la seva condició de ser una dona transgènere. A més, la sèrie relata com Cris va viure la rebuda del seu diagnòstic de VIH positiu que va transformar la seva vida per sempre.

## Repartiment

### Principal
- Mina Serrano com a Cris Miró
- Victorio D'Alessandro com a Federico Robles
- Katja Alemann com a Nilda Vargas
- César Bordón com a Sergio Vargas
- Agustín Aristarán com a Sergito Vargas
- Marcos Montes com a Marito del Monte (Juanito Belmonte)
- Manu Fanego com a Guillermo

### Secundari
- Carolina Kopelioff com a Lucila
- Alejandro Tantanian com a Lino Patalano
- Toto Rovito com a Dorian
- Adabel Guerrero com a Griselda
- Payuca del Pueblo com a La Charly
- Miuka Hamelau com a Gaby
- Leo Espíndola com a La Chatarra
- Fausta Concha com a Natalia
- Joaquín Gaitán com a Cris Miró de nena
- Valentina Cottet com a Claudia
- Julieta Rodríguez Calvo com a Leticia
- Martín Campilongo com a "Quiquito" (Enrique Pinti)
- Celeste Muriega com a Patricia
- Dedé Romano com a Sandra

## Episodis
| Núm. | Títol                       | Direcció         | Guió                               | Data d'emissió original |
| ---- | --------------------------- | ---------------- | ---------------------------------- | ----------------------- |
| 1    | «La traición»               | Martín Vatenberg | Martín Vatenberg i Lucas Bianchini | 23 de juny de 2024      |
| 2    | «Vedette»                   | Martín Vatenberg | Martín Vatenberg y Lucas Bianchini | 30 de juny de 2024      |
| 3    | «¿Quién es Cris Miró?»      | Martín Vatenberg | Martín Vatenberg y Lucas Bianchini | 7 de juliol de 2024     |
| 4    | «Mechuda»                   | Martín Vatenberg | Martín Vatenberg y Lucas Bianchini | 14 de juliol de 2024    |
| 5    | «La Feliz»                  | Martín Vatenberg | Martín Vatenberg y Lucas Bianchini | 21 de juliol de 2024    |
| 6    | «¿Qué le pasa a Cris Miró?» | Martín Vatenberg | Martín Vatenberg y Lucas Bianchini | 28 de juliol de 2024    |
| 7    | «Noche de chicas»           | Martín Vatenberg | Martín Vatenberg y Lucas Bianchini | 4 d’agost de 2024       |
| 8    | «Número final»              | Martín Vatenberg | Martín Vatenberg y Lucas Bianchini | 11 d’agost de 2024      |

## Producció
Al setembre de 2022, es va informar que les productores Nativa Contenidos i EO Media havien adquirit els drets del llibre Hembra: Cris Miró, vivir y morir en un país de machos de Carlos Sanzol per a realitzar una sèrie de televisió sobre la vida de Cris Miró, la primera vedette transgènere de l'Argentina.  A més, es va revelar que el projecte va ser creat pel guionista argentí Martín Vatenberg. Aquest mateix mes, es va anunciar que s'havia obert el càsting per a trobar a l'actriu que protagonitzi la sèrie.
Al novembre de 2023, es va oficialitzar que l'actriu espanyola Mina Serrano havia estat seleccionada per a interpretar el paper de Cris Miró. La fotografia principal iva iniciar en la Ciutat de Buenos Aires, aquest mes, amb Vatenberg i Javier Van de Couter com els responsables de dirigir els ochos episodis que conformarien la primera temporada, sent TNT i Flow les cadenes anunciades per a emetre la sèrie. Seguidament, es va comunicar que la resta de l'elenc estava integrat per Katja Alemann, César Bordón, Agustín Aristarán, Victorio D'Alessandro, Marcos Montes, Toto Rovito, Manuel Fanego, Martín Campilongo i Adabel Guerrero. El rodatge va finalitzar al febrer de 2024.
Al març de 2024, es va presentar el primer avanç de la sèrie.  Al maig d'aquest any, es va confirmar que Cris Miró (Ella) s'estrenaria el 23 de juny, emetent-se un episodi cada diumenge en TNT per a l’Argentina, Xile i Uruguai, mentre que en Flow la primera temporada seria llançada de manera completa l'endemà per a l'Argentina, Paraguai i l'Uruguai; i que Max l'estrenaria per a Amèrica Llatina, Estats Units i Europa..

## Premis i nominacions
| Llista de premis i nominacions | Llista de premis i nominacions          | Llista de premis i nominacions                              | Llista de premis i nominacions     | Llista de premis i nominacions | Llista de premis i nominacions |
| Any                            | Organització                            | Categoria                                                   | Nominat/a(s)                       | Resultat                       | Ref(s)                         |
| ------------------------------ | --------------------------------------- | ----------------------------------------------------------- | ---------------------------------- | ------------------------------ | ------------------------------ |
| 2024                           | Premis Produ                            | Millor sèrie adaptació                                      | Cris Miró (Ella)                   | Nominat                        | [ 15 ] [ 16 ]                  |
| 2024                           | Premis Produ                            | Millor sèrie biogràfica                                     | Cris Miró (Ella)                   | Nominat                        | [ 15 ] [ 16 ]                  |
| 2024                           | Premis Produ                            | Millor contingut / programa que promou la diversitat LGTBQ+ | Cris Miró (Ella)                   | Guanyador                      | [ 15 ] [ 16 ]                  |
| 2024                           | Premis Produ                            | Millor actriu principal de sèrie biogràfica                 | Mina Serrano                       | Nominat                        | [ 15 ] [ 16 ]                  |
| 2024                           | Premis Produ                            | Millor actriu revelació                                     | Mina Serrano                       | Guanyador                      | [ 15 ] [ 16 ]                  |
| 2024                           | Premis Martín Fierro de Cinema i Sèries | Millor actriu                                               | Mina Serrano                       | Nominat                        | [ 17 ]                         |
| 2024                           | Premis Cóndor de Plata                  | Millor minisèrie                                            | Cris Miró (Ella)                   | Nominat                        | [ 18 ]                         |
| 2024                           | Premis Cóndor de Plata                  | Millor actriu protagonista                                  | Mina Serrano                       | Nominat                        | [ 18 ]                         |
| 2024                           | Premis Cóndor de Plata                  | Revelació femenina                                          | Mina Serrano                       | Guanyador                      | [ 18 ]                         |
| 2024                           | Premis Cóndor de Plata                  | Millor actriu de repartiment                                | Katja Alemann                      | Nominat                        | [ 18 ]                         |
| 2024                           | Premis Cóndor de Plata                  | Millor guió adaptat                                         | Lucas Bianchini i Martín Vatenberg | Nominat                        | [ 18 ]                         |
| 2024                           | Premis Cóndor de Plata                  | Millor direcció de fotografia                               | Santiago Guzmán                    | Nominat                        | [ 18 ]                         |
| 2024                           | Premis Cóndor de Plata                  | Millor muntatge                                             | José Manuel Streger i Paola Amor   | Nominat                        | [ 18 ]                         |
| 2024                           | Premis Cóndor de Plata                  | Millor direcció d'art                                       | Micaela Saiegh                     | Nominat                        | [ 18 ]                         |
| 2024                           | Premis Cóndor de Plata                  | Millor disseny de vestuari                                  | Paula Bianchini                    | Guanyador                      | [ 18 ]                         |
| 2024                           | Premis Cóndor de Plata                  | Millor direcció de càsting                                  | Valeria Grossi                     | Nominat                        | [ 18 ]                         |
| 2024                           | Premis Cóndor de Plata                  | Millor maquillatge i perruqueria                            | Dino Balanzino                     | Nominat                        | [ 18 ]                         |
| 2024                           | Premis Cóndor de Plata                  | Millor disseny de so                                        | Tomás Frontoth                     | Nominat                        | [ 18 ]                         |
| 2025                           | Rose d'Or Latinos                       | Millor minisèrie o sèrie limitada                           | Cris Miró (Ella)                   | Nominat                        | [ 19 ]                         |